# Піскорський Володимир Костянтинович
Володи́мир Костянти́нович Піско́рський (*19 липня (10 серпня) 1867, Одеса — †3 (16) серпня 1910, Казань) — російський історик-медієвіст, професор. Батько художника Костянтина Піскорського.

## Біографія
Народився 19 липня (10 серпня) 1867 року в Одесі у дворянській родині.
У 1886 році закінчив Київську 1-у чоловічу гімназію і вступив на історико-філологічний факультет університету святого Володимира. Учень Івана Васильовича Лучицького. 
1890 року закінчив Київський університет і був залишений при кафедрі світової історії для підготовки до професорського звання. 
Ще в студентські роки В. Піскорський викладав в гімназіях м. Києва: жіночій гімназіі В. М. Ващенко-Захарченко,  3-й чоловічий гімназії, Кадетському корпусі 
Від 1893 року викладав світову історію на посаді приват-доценту Київському університеті.  Піскорському пропонували зайняти місце свого вчителя І. В. Лучицького, але з етичних міркувань він відмовився, й прийняв пропозицію працювати в Ніжині, де від 1901 року — професор Ніжинського історико-філологічного інституту. Одночасно брав участь в діяльності в Київському історичному товаристві Нестора Літописця, Педагогічному товаристві, а також благодійних товариствах Допомоги нужденним студентам та Грамотності.
Після розгрому народних виступів, в яких брали участь студенти історико-філолологічного факультету, студентів підтримував професор Піскорський. Окрім цього він під час виступу рятував євреїв від погромів і брав участь в визволенні політв'язнів. За ці дії йому і його родині погрожували смертю чорносотенці, він мав припинити перебування в Ніжині й прийняв запрошення Казанського університету , де від 1906 року — професор Казанського університету.
Трагічно загинув 3 серпня (16 серпня) 1910 року на залізничній станції Васільєво біля Казані, випадково потрапивши під поїзд. Труну з його тілом було перевезено в Київ і поховано на Звіринецькому кладовищі (1 ділянка, 1 ряд).
Автор праць з історії середньовічних Італії, Каталонії, Іспанії та Португалії.

Могила Володимира Піскорського